# 里什
里什（法語：Riche，法語發音：[ʁiʃ]）是法国摩泽尔省的一个市镇，属于萨尔堡-萨兰堡区。

## 地理
里什（48°53'27"N, 6°37'40"E）面积6.34 平方千米，位于法国大東部大區摩泽尔省，该省份为法国东北部内陆省份，是洛林的一部分，西南接默尔特-摩泽尔省，东临下莱茵省，北与卢森堡和德国接壤。
与里什接壤的市镇（或旧市镇、城区）包括：孔蒂勒、阿布当日、莫朗日、佩旺日、索特泽兰。

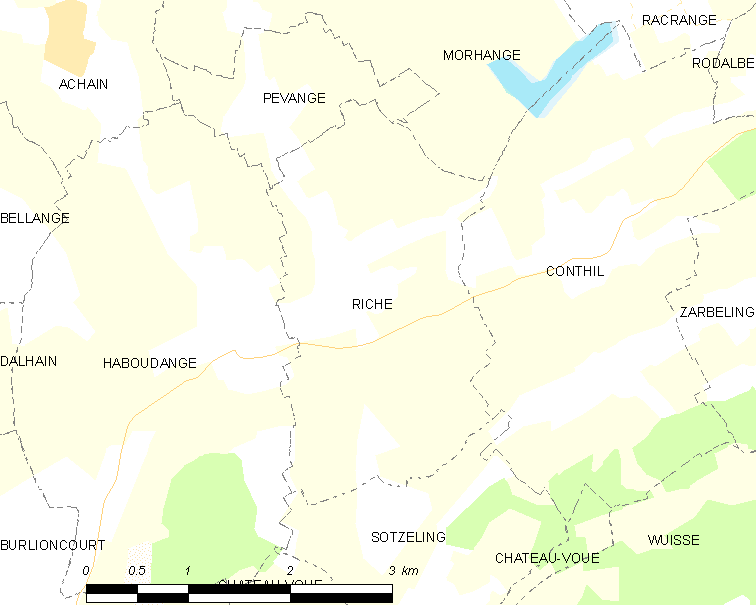
里什的OSM定位图

里什的时区为UTC+01:00、UTC+02:00（夏令时）。

## 行政
里什的邮政编码为57340，INSEE市镇编码为57580。

## 政治
里什所属的省级选区为索努瓦县。

## 人口

1962-2008年间里什人口变化图示

里什于2022年1月1日时的人口数量为184人。